# Otto Beisheim
Otto Beisheim, né le 3 janvier 1924 à Essen (Allemagne) et mort le 18 février 2013 à Rottach-Egern (Allemagne),, est un homme d'affaires et industriel allemand.

## Biographie
Né à Essen, Otto Beisheim rejoint les rangs de la Waffen SS en 1942, dans la division Leibstandarte Adolf Hitler, activité pour laquelle il n'encourt pas de poursuite à la fin de la guerre.
Il fonde après-guerre le groupe de distribution allemand Metro AG dont il détient encore 10 % du capital à la fin de sa vie. À l'issue d'un séjour aux États-Unis dans les années 1960, il avait notamment importé en Allemagne le concept de la vente en gros "Cash & carry" (voir Metro Cash and Carry), qui permet aux clients de se servir dans les rayons et de payer directement en caisse.
Il ouvre son premier point de vente en 1964 en Allemagne, à Mülheim, dans la région de la Ruhr, et connaît rapidement un succès retentissant. Ce concept est par la suite étendu à l'Europe, puis au reste du monde, avec ses chaînes de magasins Cash and Carry, Media Markt et Real.
En 2005, sa fortune est estimée à 3,4 milliards de dollars, puis à 3,3 milliards en 2012, ce qui le place au 334e rang mondial et au 22e parmi les plus grosses fortunes d'Allemagne, selon le magazine Forbes.
Le 17 février 2013, il se suicide à l'âge de 89 ans en apprenant qu'il est atteint d'une maladie incurable.

## Hommage
En 1993, l'école de commerce WHU - Otto Beisheim School of Management modifie son nom pour lui rendre hommage, Otto Beisheim étant l'un de ses bienfaiteurs.